# عیسای درخشان
عیسای درخشان از ایزدان مانوی است که ایزد رهایی‌بخش در دین مانوی قلمداد می‌شود.
به باور مانویان، او ایزدی است که شناخت و معرفت را نخستین بار برای نوع بشر ارمغان آورد و بیدارگر نخستین انسان‌ها بود. در عرفان مانوی عیسای درخشان سرمنشا تمامی مکاشفات بوده و وظیفه بیدار نمودن تمامی خفتگان و هدایت بیداران و سالکان را برعهده دارد. در اسطوره آفرینش این دین نیز برای نجات پاره‌های فروزنده نور که از امهرسپندان بوده و در جهان بدی و تاریکی گرفتار آمده بود ساخته شد.